# Raad van State (Nederland)
De Raad van State (RvS) is een van de Hoge Colleges van Staat in Nederland, met twee politiek-bestuurlijke taken. Het is zowel een belangrijk adviesorgaan van de regering als de hoogste rechtsprekende instantie die uitspraken  doet over geschillen tussen burger en overheid.
Formeel is koning Willem-Alexander als Koning der Nederlanden de voorzitter van de Raad van State. De feitelijke leiding van de Raad van State is in handen van de vicepresident, sinds 2018 is dit Thom de Graaf.
De vicepresident en maximaal tien leden worden benoemd door de Kroon. Daarnaast hebben koningin Máxima en kroonprinses Amalia zitting in de Raad.
De Raad van State is in 1531 opgericht door de Duitse keizer Karel V, die de Nederlanden op regionaal niveau liet besturen door een landvoogd, als adviseur van de landvoogd. Het is een van de oudste nog bestaande bestuursorganen ter wereld. Er is discussie over de vraag of beide functies van de RvS, adviseren en rechtspreken, wel goed met elkaar te verenigen zijn binnen één organisatie. Daarover zijn onderling sterk uiteenlopende adviezen uitgebracht, die de regering nog bestudeert.

## Taken
De taken van de Raad van State zijn vastgelegd in artikel 73 - 75 van de Nederlandse Grondwet en in de Wet op de Raad van State. Zijn functie is tweeledig:
- Uitbrengen van adviezen aan de Tweede Kamer der Staten Generaal en Nederlandse regering over voorgestelde wetten en algemene maatregelen van bestuur (AMvB). De RvS kijkt hierbij vooral naar kwaliteit en uitvoerbaarheid van wetten en of de voorstellen wel in overeenstemming zijn met de grondwet, andere wetten en verdragen.
  - Vanaf 1 januari 2014 doet deze afdeling ook het onafhankelijk toezicht op de naleving van begrotingsregels die zijn vastgelegd in het Stabiliteitsverdrag dat de 25 EU-lidstaten in 2012 hebben gesloten.[1] Doel is het versterken van de begrotingsdiscipline en iedere lidstaat moet beschikken over een onafhankelijke instantie die toezicht houdt op de naleving van Europese begrotingsregels, zoals de ontwikkeling van het feitelijke EMU-saldo, de EMU-schuld en de middellange termijndoelstelling voor het structurele EMU-saldo, inclusief de uitgavenregel.[1]
- Rechtspreken over kwesties waarin burgers, asielzoekers en particuliere organisaties het niet eens zijn met beslissingen van de overheid, zoals verleende vergunningen. De Raad is de hoogste instantie die een uitspraak kan doen over een geschil tussen burger en overheid.

Wanneer er geen regent is aangewezen, is de Raad van State regent voor een mogelijk minderjarige of ongeboren koning. De Raad van State speelt ook een rol wanneer de koning niet in staat is om te regeren en er geen regent is aangewezen (dit gebeurde in 1889 en 1890, toen Koning Willem III buiten staat van regeren was verklaard) en wanneer de troon vacant is en er onzekerheid over de erfopvolging bestaat. Dit is vastgelegd in artikel 38 van de Grondwet.

## Afdelingen
De Nederlandse Raad van State heeft twee afdelingen:
- Afdeling advisering van de Raad van State (AARvS)
- Afdeling bestuursrechtspraak van de Raad van State (ABRvS), de hoogste algemene bestuursrechter van Nederland

### Afdeling advisering
De Afdeling advisering van de Raad van State (AARvS) is verdeeld in vier secties, waarvan ieder de voorstellen van twee of drie ministeries behandelt. De sectie legt een conceptadvies voor aan de Afdeling advisering. Het advies over alle wetsvoorstellen en algemene maatregelen van bestuur (een Koninklijk Besluit, afgekort: AMvB) wordt in de vergadering van de Afdeling advisering vastgesteld. Zij vergadert iedere woensdagmiddag onder leiding van de vice-president (zoals de Raad die titel zelf spelt). Een advies krijgt een dictum: Een advies aan de regering over de verdere voortgang van het voorstel.
- Bij een wetsvoorstel betreft het advies de indiening bij de Tweede Kamer der Staten-Generaal.
- Bij een AMvB gaat het om een koninklijk besluit te nemen door de regering.

Nadat de RvS advies heeft uitgebracht, wordt dit aan het desbetreffende ministerie gezonden. De voorgelegde versie van het wetsvoorstel en het advies worden meestal pas openbaar gemaakt bij de indiening van het wetsvoorstel bij de Tweede Kamer. De minister heeft dan de mogelijkheid om zijn mening over het advies te geven in het zogeheten “Nader rapport” aan de koning. Daarbij worden eventuele wijzigingen aangebracht. In de laatste drie gevallen van de oude dicta dienden het wetsvoorstel en het nader rapport tevens ter toetsing te worden voorgelegd aan het ministerie van Justitie en vervolgens ook nog opnieuw het ministerraadscircuit te doorlopen. De laatste twee dicta (c. en d.) van de nieuwe dicta zijn zogenoemde 'zware' dicta. Wetsvoorstellen die zo'n dictum van de Afdeling advisering meekrijgen, moet het kabinet opnieuw bespreken in de ministerraad.
Daarna wordt een wetsvoorstel bij de Tweede Kamer ingediend. Het advies speelt een belangrijke rol bij de bespreking van wetsvoorstellen in het parlement.
Als het wetsvoorstel door Tweede en Eerste Kamer is aangenomen wordt het, net als een Algemene Maatregel van Bestuur, ondertekend door het staatshoofd en vervolgens bekendgemaakt. Op dat moment zijn alle stukken (wetsvoorstel of Algemene Maatregel van Bestuur, advies van de Raad van State en Nader rapport) openbaar en voor iedereen toegankelijk. De regering kan er ook voor kiezen om een wetsvoorstel niet naar het parlement te sturen voor verdere behandeling of de Algemene Maatregel van Bestuur niet in werking te laten treden.

### Afdeling bestuursrechtspraak
De Afdeling bestuursrechtspraak is een zelfstandig onderdeel binnen de Raad van State (ABRvS). De Afdeling bestuursrechtspraak is, naast de Centrale Raad van Beroep (sociale zekerheid) en het College van Beroep voor het bedrijfsleven de hoogste rechter in bestuursrechtelijke geschillen waarop de Algemene wet bestuursrecht (Awb) van toepassing is. Bij geschillen tussen een burger en de centrale overheid kan de Afdeling rechter 'in eerste en enige aanleg' zijn.

## Scheiding tussen de adviserende en de rechtsprekende taken
Onder politici en juristen is er discussie over de vraag of beide functies van de RvS, adviseren en rechtspreken, wel goed met elkaar te verenigen zijn binnen één organisatie. De combinatie van beide taken kan immers leiden tot de situatie dat de Raad van State recht moet spreken over zaken waarover hij in een eerder stadium de regering en het parlement heeft geadviseerd. Sommigen vrezen dat deze rechtspraak dan niet meer geheel onafhankelijk zal zijn. In 2010 werd bij een herstructurering van de Wet op de Raad van State de bepaling opgenomen dat een lid van de Afdeling bestuursrechtspraak dat betrokken is geweest bij de totstandkoming van een advies van de Raad niet mag deelnemen aan de behandeling van een geschil over een rechtsvraag waarop dat advies betrekking had. Deze regel werd daarvoor in de praktijk al gehanteerd.
Om de mogelijke spanning tussen beide rollen van de Raad van State op te heffen is regelmatig gesuggereerd om deze instantie op te splitsen in twee delen. Op 26 juni 2014 bracht het kabinet een voorstel naar buiten tot aanvullende maatregelen met betrekking tot het functioneel scheiden van de adviserende en de rechtsprekende taken van de Raad van State, en overheveling van de rechtsmacht van de Centrale Raad van Beroep naar de gewone rechterlijke macht en de rechtsmacht van het College van Beroep voor het bedrijfsleven naar de Afdeling bestuursrechtspraak van de Raad van State. Er zijn in 2014 en 2015 onderling sterk uiteenlopende adviezen uitgebracht, die de regering nog bestudeert.

## Samenstelling
De Raad van State bestaat, buiten de koning als voorzitter, uit een vicepresident en maximaal tien leden. Daarnaast hebben koningin Máxima en de Prinses van Oranje zitting in de Raad. De leden van het koninklijk huis die zitting in de Raad hebben, kunnen aan de beraadslagingen deelnemen, doch onthouden zich van stemmen.
De vice-president heeft de dagelijkse leiding van de Raad van State. Inclusief vicepresident, voorzitter van de Afdeling bestuursrechtspraak, leden van de Raad van State, staatsraden van het koninkrijk, staatsraden en staatsraden in buitengewone dienst, bestaat de raad (oktober 2014) uit 73 personen. Leden en staatsraden worden voor het leven benoemd door de Kroon (de koning en ministers). Ze worden ontslagen op eigen verzoek of met ingang van de eerste dag van de maand, volgend op die, waarin zij de leeftijd van zeventig jaren hebben bereikt; art. 3, lid 2, van de Wet op de Raad van State voorziet in sancties in geval van disfunctioneren.

### Verschil lid - staatsraad
Leden en staatsraden zijn beiden werkzaam in een of beide afdelingen van de Raad. Leden zijn daarnaast betrokken bij de taken van de Raad die niet door de afdelingen worden uitgevoerd:
- de uitvoering van artikel 35 en 38 van de Grondwet (buitenstaatverklaring van de Koning, en diens waarneming);
- aanbevelingen doen voor nieuwe leden en staatsraden.

## Raad van State van het Koninkrijk
Voor advisering over Rijkswetten, Rijksmaatregelen van bestuur en Rijksverdragen wordt de Raad van State uitgebreid met leden afkomstig uit de andere landen van het Koninkrijk (Curaçao, Aruba en Sint Maarten) en de eilanden van Caribisch Nederland. Dit wordt de Raad van State van het Koninkrijk genoemd.

## Huisvesting

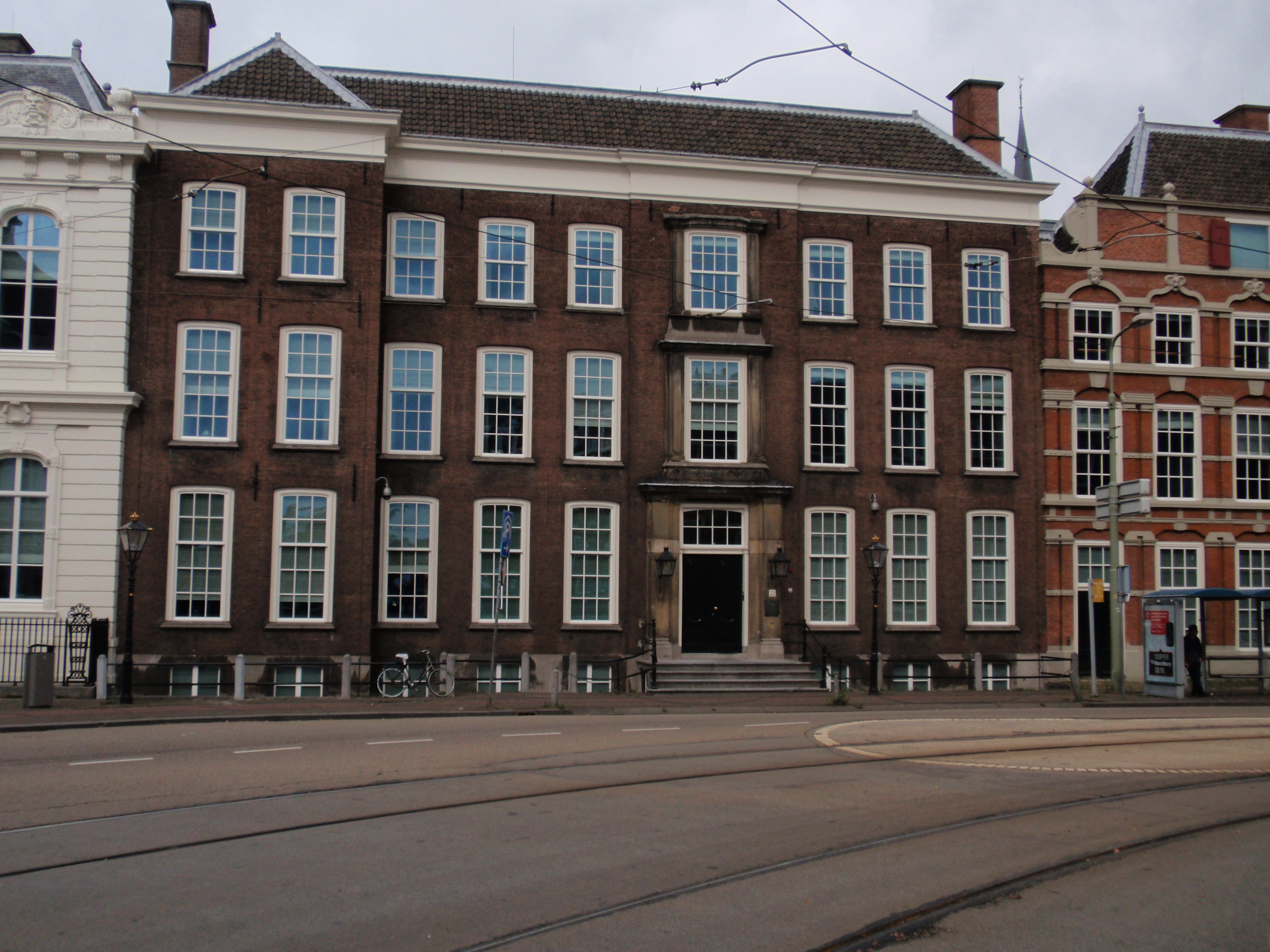
De hoofdentree van het gebouw van de Raad van State aan de Kneuterdijk, het voormalig logement van de Vijf Steden. Uiterst links is een deel van Paleis Kneuterdijk te zien

De Raad van State is vanaf het ontstaan gevestigd geweest in een vleugel van het Binnenhof. Van 1815 tot de Belgische afscheiding in 1830 wisselde de plaats van vergadering jaarlijks tussen Brussel en Den Haag. Daarnaast verkreeg de Raad van State overal door de stad panden. In 1975 kwamen de huidige historische panden aan de Kneuterdijk door verhuizing van het Ministerie van Financiën beschikbaar. Het betrof het Paleis Kneuterdijk, het huis van Cornelis van der Mijle (een schoonzoon van Van Oldenbarnevelt) en het huis van Johan van Oldenbarnevelt.
In de jaren 80 betrok de RvS ook panden aan de Parkstraat en de Oranjestraat. Door nieuwbouw van architect Cornelis Wegener Sleeswijk uit de jaren 1978 tot 1983, werden de verschillende panden met elkaar verbonden. Deze nieuwbouw werd gebouwd achter de historische panden aan de Kneuterdijk, aan de Parkstraat. Tegelijk werd ook een restauratie van de historische panden uitgevoerd.
Ook daarna nog had de RvS steeds panden in de omgeving om aan de vraag naar huisvesting te voldoen. In 2008 startte de tweede grote renovatie en uitbreiding naar ontwerp van architectenbureau Merkx + Girod. Deze was in 2011 gereed. Naast een ingrijpende restauratie van de historische panden betrof het weer een deel nieuwbouw, achter de panden aan de Parkstraat, die al in de jaren 80 bij het gebouw van de Raad waren gevoegd.
Na gereedkomen van deze plannen zijn vrijwel alle panden elders in de stad afgestoten. Alleen de ruimten aan het Binnenhof zijn aangehouden. Tijdens de bouw werden de zittingen van de Afdeling bestuursrechtspraak tijdelijk gehouden aan het Lange Voorhout 3.